# Will Schuester
William "Will" Michael Schuester, más conocido como Mr. Schue, es un personaje de ficción de la serie de comedia estadounidense Glee. El personaje es interpretado por el actor Matthew Morrison, y ha aparecido en Glee desde su episodio piloto, emitido el 19 de mayo de 2009 en Estados Unidos. Will es desarrollado por los creadores de Glee Ryan Murphy, Brad Falchuk e Ian Brennan. Él es el director del Glee Club, llamado New Directions (Nuevas Direcciones), fue el profesor de español en la secundaria William McKinley en Lima, Ohio, pero en el capítulo 3x12 (The Spanish Teacher) es remplazado por Ricky Martin, y Will pasa a ser el nuevo profesor de historia en la escuela secundaria donde es filmada la serie.

## Biografía

### Temporada 1
Will es presentado como el profesor de español del William McKinley High School. Un día, cuando iba de camino a su salón para dar clases, se detiene un minuto antes para observar el expositor de trofeos del colegio, en particular, una placa de honor dedicada a la antigua directora del club Glee, Lillian Adler. Recordando cómo se divertia cuando era joven como miembro del Glee Club , decide pedir el puesto de director del Club de Coro, luego de que se revela que el director anterior, Sandy Ryerson, es despedido por tocar inapropiadamente a un estudiante. A pesar de que el Director Figgins no muestra ningún interés en seguir con el Club de Coro, y Sue Sylvester, la entrenadora del Cheerios, tampoco muestra ningún apoyo a esa idea (de hecho, todo lo contrario), Will logra obtener el cargo y abre las audiciones. Desafortunadamente, solo cinco estudiantes audicionan: el extravagante Kurt Hummel, la tímida y tartamuda Tina Cohen-Chang, el chico de la silla de ruedas Artie Abrams, la diva Mercedes Jones y la hambrienta de fama Rachel Berry.
Aunque se puede ver que los chicos son altamente talentosos musicalmente, el primer ensayo resulta terrible, dejando a Will desesperanzado. Will también se ve forzado a hacer un trato que dice que su grupo de coro pasará todas las instancias y llegará a competir en las Nacionales, o de lo contrario, se discontinuará el Club. Desafortunadamente, carecen de la cantidad de miembros suficiente. Will descubre un poderoso talento en potencia en Finn Hudson. Lamentablemente, ninguno de los jugadores del equipo de fútbol muestra interés en formar parte del club, así que Will recurre al chantaje hacia Finn, poniendo marihuana en su casillero y acusándolo de que era de él (aunque en realidad la marihuana era una "muestra gratis" de Sandy), y que si no se une al Glee Club, tendrá que decírselo a su madre. Por lo tanto, Finn se une al Club de Coro.
Al mismo tiempo, la vida de Will toma un giro inesperado cuando su esposa, que ha estado buscando un hijo desde hace tiempo, le anuncia que está embarazada. Aunque se emociona muchísimo por este anuncio, Will cae en la cuenta de que con su empleo actual no puede mantener a una familia, por lo cual decide renunciar para conseguir un trabajo de contador. Cuando anuncia esta decisión a los chicos del Club Glee, se muestran sorprendidos, así como también le sucede a Emma Pillsbury, quien está profunda y secretamente enamorada de Will. Ella le da algunos consejos honestos a Will para que recapacite y lo vuelva a pensar antes de irse del colegio. Luego de hablar con Emma, Will oye a los chicos cantando "Don't Stop Believin", habiéndose organizado ellos mismos, y al ver que son realmente buenos, decide quedarse.
A pesar de que su economía está muy ajustada, Terri presiona a su marido para que adquieran una nueva casa, más grande, para ella y el bebé. Sin embargo, se revela que Terri no está realmente embarazada, sino que está pasando por un embarazo psicológico. En lugar de admitirlo y contarle la verdad a Will, Terri continúa con la mentira de que está embarazada, mientras que intenta mantener relaciones sexuales con Will tan seguido como le es posible para quedar realmente embarazada, sin éxito. Cuando Terri descubre que la animadora Quinn Fabray está embarazada, ella la convence de que le de a su bebé en adopción cuando nazca, aunque se niega a apoyarla económicamente para cuidarse durante el embarazo, y ambas piden que Will no se entere.
Mientras tanto, los chicos del Glee Club sufren peligros constantes, primero por parte de Sue, quien intenta en repetidas ocasiones destruir el Club de Coro. Ella intenta poner espías dentro del grupo, e incluso llega a convertirse en codirectora en el episodio Throwdown. Al final, sin embargo, Sue y Will llegan a un acuerdo, y Sue deja de intentar destruir al Glee Club, aunque sigue viendo a Will como su enemigo. Desafortunadamente, se revela más tarde que Sue no ha respetado este acuerdo, ya que en las Seccionales, le dio la lista de canciones que haría New Directions a los coros rivales, y estos hicieron sus canciones, obligando a los chicos de New Directions a presentar canciones que no habían ensayado mucho. Sin embargo, el plan de Sue no funciona, ya que los chicos hacen una presentación increíble y obtienen el primer lugar en la competencia. El Director Figgins se entera de esto y como consecuencia suspende a Sue por unos meses.
Las cosas se ponen feas para Will cuando se entera de la verdad del "embarazo" de su esposa. Cuando buscaba un monedero suyo entre la ropa de su esposa, encuentra unos almohadones que simulan una panza de embarazada, y ahí se da cuenta de que su esposa le ha estado mintiendo. Fuera de sí mismo, completamente furioso, Will enfrenta a su esposa pidiéndole explicaciones. Terri admite que le mintió, y le dice lo hizo porque pensaba que de lo contrario él la dejaría. Herido e incapaz de poder estar en la misma casa que ella, Will se va de allí. Will se dirige al colegio, donde encuentra una pila de colchones, que habían sido entregados a los chicos del Glee Club luego de que hicieran un comercial para una empresa de colchones, y usa uno de ellos para dormir.
Más tarde, sin embargo, Sue se regocija al enterarse de esto y lo usa como excusa para volver a intentar destruir el Club Glee, fundamentando que cualquier actividad comercial que realice el Club de Coro les quita su condición de amateur, y por lo tanto, quedan automáticamente descalificados de la competencia. Will no puede soportar que los chicos sufran porque él usó un colchón (ya que si los devolvían no pasaba nada, pero Will sacó uno de su envoltorio, y ese ya no se podía devolver), así que acepta la culpa y renuncia como director del Club, permitiéndole a los chicos a seguir.
Will habla más tarde com Emma sobre las acciones de su esposa y aunque ella lo ve como algo muy desagradable y demente, dice que no puede culpar a Terri por hacer cualquier cosa para no perder a Will, ya que, según le dice Emma, Will es mucho como para dejarlo ir. Durante las Seccionales, Will regresa a su casa e inadvertidamente se encuentra con Terri. Ella le informa que está viendo a un terapeuta para solucionar sus problemas psicológicos, y Will le dice que le desea lo mejor, y que luego de que lo haya traicionado de esa forma, ya le es imposible volver a sentir por ella lo que sentía antes.Al acercarse el evento de las Seccionales, Will se sorprende cuando Emma decide hacerse cargo de los chicosy llevarlos a las Seccionales el día que se iba a casar con Ken (ella decide posponer la boda unas horas, para poder llevar a los chicos). Durante la competencia, Will recibe la noticia de que los otros coros rivales tienen la lista de canciones de New Directions, e inmediatamente se da cuenta de que tenía razón sobre las verdaderas intenciones de Sue. Luego de confrontar a Sue, Will convence a Finn de que regrese al Glee Club (ya que se había ido al enterarse de que el padre del bebé de su novia no era el sino Puck) ya que necesitan un líder. Will escucha parte de la presentación de New Directions cuando Emma lo llama al teléfono celular para que escuche, y se lo ve sonriendo, muy orgulloso de sus chicos, quienes han salido al escenario de todos modos, e improvisando, ya que no podían repetir canciones.
Luego de que las acciones de Sue contra el Glee Club salen a la luz, Will se regocija al escuchar que Sue será suspendida por cinco meses.
Sue le promete a Will que se vengará por esto. Mientras tanto, Will descubre que el prometido de Emma, Ken Tanaka, dejó a Emma en el altar, ya que sabe lo que ella siente por Will y no puede competir contra eso. Emma, con el corazón roto por Will y avergonzada por haber usado a Ken como segundo opción, decide renunciar al colegio. Sin embargo, cuando se está yendo del colegio, Will la detiene y es en este momento comparten su primer beso.

### Temporada 2
En el estreno de la temporada dos, Shannon Beiste (Dot-Marie Jones) se convierte en el nuevo entrenador de fútbol de la escuela, y los presupuestos de los clubes de porristas y glee se cortan a favor del fútbol. A pesar de que al principio conspira contra el entrenador Beiste con Sue debido a los recortes presupuestarios, eventualmente se hará amigo de ella. En el episodio "Britney / Brittany", Will trata de impresionar a Emma comprando un auto similar al de su novio, Carl, y uniéndose al club de glee en una actuación de "Toxic". Al final del episodio, devuelve el coche, dándose cuenta de que debería ser él mismo. Cuando Emma menciona que The Rocky Horror Picture Show es su musical favorito, y ella y Carl han ido a verlo, Will decide que el Glee Club lo realice, y recluta a Emma para que lo ayude. Sin embargo, cuando Carl se involucra y se le da un papel, Will se une a la producción. Carl termina acusando a Will de intentar robar a Emma, y Will retrocede. En "The Substitute", Will contrata un caso severo de gripe y está demasiado enfermo para trabajar. Su exesposa Terri viene sin ser invitado a cuidar de él, y los dos terminan durmiendo juntos. Sue incendia a Will y nombra a su sustituto, Holly Holliday (Gwyneth Paltrow), en su lugar. Cuando Holly visita a pedirle a Will algún consejo, Terri los descubre hablando y asume lo peor. Will le dice a Terri que no debería haber dormido con ella mientras estaba enfermo, y que su divorcio se mantiene. Will es reintegrado por Sue. Posteriormente se entera de que Emma y Carl se casaron impulsivamente mientras estaban en Las Vegas. Está molesto, pero le desea bien. Él permanece enamorado de ella, y en una noche borracha meses más tarde, borracho marca a Emma y deja un mensaje altamente sugestivo en el contestador automático. Por desgracia, ha marcado erróneamente el número de Sue, y Sue reproduce el mensaje sobre el sistema de audiencia pública de la escuela. Will decide abstenerse de alcohol, y obtiene el club de alegría, que acaba de terminar una asamblea de la escuela por vomitar durante una canción debido a embeber, a comprometerse a renunciar a beber hasta después de nacionales.
New Directions llega a un empate con los Warblers de Dalton Academy en el concurso de Sección, y se enfrentará a ellos y Aural Intensity en Regionals. Con el club de glee del club de fútbol y los miembros de no glee en desacuerdo, el equipo parece condenado a la derrota en el juego del campeonato, por lo que Will y Beiste entrenador de acuerdo en que todo el equipo tiene que unirse al club glee por una semana. Cuando Sue tira de sus animadoras del juego, el equipo y el club glee en última instancia, trabajar juntos para realizar el espectáculo de medio tiempo, y el equipo sigue para ganar el campeonato. Las cheerleaders de Sue pierden sus propias Regionals, su primera derrota en siete años, y una aparentemente deprimida Sue Inveigles Will para dejarla ingresar al Glee Club por una semana. Ella es incapaz de traer el club desde dentro, por lo que se organiza para convertirse en el entrenador de Intensidad Aural, con la esperanza de derrotar a las nuevas direcciones en Regionales, pero el club de glee McKinley gana.
Holly regresa a McKinley como maestra sustituta de educación sexual, y comienza a salir con Will, aunque se separan después de cinco citas. A petición de Carl, Holly le aconseja a él ya Emma, ya que están teniendo dificultades: Emma sigue siendo virgen después de cuatro meses de matrimonio. Cuando es presionada, les admite que todavía tiene algunos sentimientos por Will. Carl se marcha, y pronto le pide a Emma que anule su matrimonio. El estrés hace empeorar el TOC de Emma, y Will la insta a recibir tratamiento, lo que hace, y su condición comienza a mejorar. April regresa para pedir ayuda a Will: su primer intento en un espectáculo de Broadway fracasó, y ella quiere montar un espectáculo basado en su historia de vida titulada CrossRhodes. Ella le insta a star con ella en el show, y Emma le dice que debe intentarlo. Decidió hacerlo: estaría en Nueva York de todos modos para la competencia de los clubes de glee club, así que sólo se quedaría después y comenzaría los ensayos para el show de abril. Para evitar molestar al club de alegría, no les dice sus planes. Emma le ayuda a preparar su apartamento. En Nueva York, deja el club de glee sin cántaros mientras va al teatro de Broadway donde se está montando el espectáculo de abril, y canta "Still Got Tonight" desde el escenario. Cuando el nuevo entrenador de Vocal Adrenaline, Dustin Goolsby (Cheyenne Jackson), trata de sacudir a New Directions diciéndoles el inminente debut de Broadway en Will, se da cuenta de que quiere seguir entrenándolos y renuncia a Broadway. New Directions llega en duodécimo de cincuenta equipos, y Will regresa con ellos a Ohio.

### Temporada 3
Al principio de la tercera temporada, Will y Emma viven juntos. La membresía de New Directions ha disminuido, y su campaña de reclutamiento no ha tenido éxito. A regañadientes, rechaza a Sugar Motta (Vanessa Lengies) después de una audición verdaderamente horrible que la afiliación al club de alegría exige que lo haga; su padre hace una gran donación a la escuela para financiar un segundo club de alegría para ella, y recluta a la exdirectora de Adrenalina Vocal, Shelby Corcoran para que lo administre. Will sufrirá más defecciones del club de glee cuando Mercedes, y luego Santana y Brittany, se vayan a unirse al club rival de Shelby debido a la falta de oportunidades solistas en New Directions.
Sue se dirige al Congreso en una plataforma de recorte de todos los fondos para los programas de artes de la escuela. Ella consigue eliminar el presupuesto para el musical de la escuela, pero Burt Hummel (Mike O'Malley) arregla para el financiamiento de sus compañeros de negocios, y debido a lo que han hecho las artes - y el club de glee en particular - por su hijo Kurt, él decide competir contra Sue como un candidato, con Will como su gerente de campaña.
La rivalidad entre los dos clubes de glee de McKinley viene a la cabeza en Sectionals en el episodio "Hold On to Sixteen". Aunque Rachel ha sido suspendida de la escuela y no puede competir con ellos,  New Directions derrota al club de Shelby. Shelby renuncia y su club se disuelve.
Finalmente tendrá el coraje de proponerle a Emma en el episodio "Yes/No" después de que ella diga que quiere casarse con él, y recluta el club de alegría para ayudarle a seleccionar y realizar la canción perfecta como parte de esa propuesta. Él le pide a Finn que sea su mejor hombre en la boda, y Finn está de acuerdo, pero cuando le pide a los padres de Emma por su bendición, se le niega. Él sigue adelante de todos modos, y después de una actuación espectacular, le pide a Emma que se case con él, y ella acepta.
Después de una posición de tenencia sube en el departamento de historia de McKinley High ("El Maestro de español"), Will termina en la lista para el lugar. Al mismo tiempo, su propio trabajo como profesor de español se pone en riesgo cuando Santana se queja de su estilo de enseñanza y, finalmente, lo da a David Martínez (estrella invitada Ricky Martin).

### Temporada 4
Will entró entusiasmado en la sala del club de glee y anunció que Wade "Unique" Adams había transferido y se unió a su club. No le gusta que su competencia sea la nueva Rachel. Estaba emocionado por la actuación de Marley y cortó el rendimiento de Jake. Más tarde se entera de que Jake es el medio hermano de Puck.
Will sugiere que Britany debe reunirse con Emma todos los días para lidiar con el impacto de repetir su último año de secundaria.
Will y Emma se casan al final de la temporada.

### Temporada 5
Durante la temporada 5, el Glee Club se enfrenta a sus mayores desafíos como Sue finalmente se pone a su manera y disuelve el grupo. La esposa de Will Emma trata de quedar embarazada y tiene éxito. Su hijo Daniel Finn nació durante el debut de Rachel Berry de Funny Girl.

### Temporada 6
Will comienza la temporada como el nuevo entrenador de Vocal Adrenaline, según una recomendación de Sue. Rachel está reiniciando New Directions y él la ayuda a reconstruir su confianza a pesar de que es su rival. Sin embargo, su equipo, liderado por el nuevo solista Clint, no lo respeta y sólo se preocupa por ganar. A pesar de tratar de enseñar al grupo una lección sobre la tolerancia, con la ayuda de Unique Adams, después de que el entrenador Beiste experimenta la transición de género, los egos de la adrenalina vocal lo llevan a su punto de ruptura.
Es padrino en la boda de Santana y Brittany, que se convierte en una boda doble cuando Blaine y Kurt también se casan, y más tarde ayuda con la bar mitzvah de Myron Muskovitz. Luego, cuando Dalton Academy se incendia, él junto con Rachel, Kurt, Blaine y demás miembros de los Warblers los reúne con la idea de fusionarlos con New Directions y convertirlos en un supergrupo para derribar la Vocal Adreline en Sectionals. Él también está presente como testigo cuando el superintendente despide a Sue sobre sus muchas mentiras y reinado de terror a través de los años. El grupo fusionado continúa ganando.

## Recepción
Maureen Ryan, del Chicago Tribune, opinó después del episodio piloto de Glee: "Elegir a Matthew Morrison como Will Schuester [...] fue un acierto; el actor no solo tiene una voz dulce, sino también una esperanza ahorcada que proporciona el ancla necesario para el espectáculo más satírico". En contraste, Tom Shales, del Washington Post, criticó a Morrison mientras Will escribía:" Morrison definitivamente no está contento y no parece estar particularmente bien equipado para ser un empresario de secundaria; incluso un poco marginal". Robert Lloyd, de Los Angeles Times, comentó en los primeros episodios del programa que los personajes adultos" tienden más a la caricatura que al personaje ", afirmando que, por el contrario," Will, como la única persona normal del programa sobre la La edad de 18 años, [puede] parecer un poco monótona ". Sin embargo, señaló que Will "cobra vida cuando canta y baila", citando su "exuberante" actuación de "Gold Digger" en el episodio "Showmance".
Raymund Flández, del Wall Street Journal, escribió que estaba feliz de ver el complicado fin de la historia del embarazo falso, comentando que le había parecido irreal desde el principio como "Will Schue no me parece un tipo que extraña mucho de La historia del embarazo cubierto hace una burla de sus instintos e inteligencia". Aly Semigran, de MTV, elogió "a Matthew Morrison devastado" por "dar en el clavo [justo] lo que fue un momento de miedo, triste y que cambió la vida". Gerrick Kennedy, de Los Angeles Times, elogió: "Matthew Morrison mostró otra dimensión a Will, e hizo un trabajo extraordinario al hacerlo ... Había cólera y angustia entrelazadas en esta cáscara amarga y rota de un hombre, y lo jugó lo suficientemente bien como temía por Terri.
Tras la transmisión del episodio final de la temporada media "Sectionals", en el que Will y Emma se besan, Goldman comentó: "Schue y Emma finalmente se unieron fue muy difícil de no sentir bien, a pesar de que sabes que no será que fácil cuando el espectáculo vuelve ". Pardue estaba impresionado con Will por dejar a Terri, y llamó al beso entre Will y Emma "romántica" comentando que eso la hacía "feliz". Dan Snierson de Entertainment Weekly escribió que aunque hubo satisfacción en el episodio que terminó en el beso, puede haber sido "más intrigante" concluir con Will encontrando la oficina de Emma vacía, cuestionando si era demasiado pronto para que los dos comenzaran un relación.
Después del episodio de la segunda temporada "The Rocky Horror Glee Show", muchos críticos se opusieron a la caracterización de Will. Todd VanDerWerff de The A.V. Club escribió que su historia con Emma "estaba fuera de lugar lo que hizo cualquiera de los personajes agradables en primer lugar", y Robert Canning IGN, que de otro modo disfrutó el episodio, y calificado 8.5/10 observó que Will fue presentado como egoísta y un "educador", en contraste con su papel anterior como el centro moral de la serie. Lisa de Moraes del Washington Post encontró inicialmente el foco en los adultos un cambio agradable, pero sintió que su historia se convirtió rápidamente en una confusión. Anthony Benigno del Daily News le gustó a Will menos a medida que el episodio avanzaba, y lo consideró en general: "Creepy, vagamente incómodo, con un poco de mal gusto, pero bien intencionado y, en última instancia, muy divertido de ver por razones que no puedo poner palabras." Lisa Respers de CNN Francia disfrutó realmente el episodio de la profundidad adicional que trajo a Will y sus sentimientos por Emma.
En abril de 2012, el personal de Entertainment Weekly nombró a Will como uno de los "20 personajes de televisión más molestos de todos los tiempos".